# 三抛世代
三拋世代（韓語：삼포세대）， 是2011年诞生的韩语造词和網路俚语。意旨抛弃爱情、婚姻和生育的一代年轻人。該詞派生出「五拋世代」、「七拋世代」等語。
韓國曾締造“汉江奇迹”，然而1997年的亚洲货币危机衝擊韩国劳动力市场，使其迅速转向临时就业。
其後，儘管历届政府承诺要改善低收入和不稳定的年轻人生活，但並未成功。 

## 三拋世代的成因分析
根据调查，成為三拋世代原因第一名是“我没有任何积蓄”（53.5%）。 第二高位，42.1%的人認為，“即使我尽可能地存钱，也不够”。調查第三高位，36.4%的人表示「原生家庭沒有經濟餘裕」  .

根据经合组织定义的临时就业百分比

## 五拋世代及七拋世代
2015年韓國青年失业率（15-29岁）高达10% 。大学生毕业后仍需花費多年找工作。“5拋世代”1詞的派生，表達被迫放弃「自己的家」，連「人際關係」、「夢想」也拋棄的「7拋世代」一詞也隨之派生。
| 派生詞   | 韓語 | 順序     | 放弃的事物 |
| -------- | ---- | -------- | ---------- |
| 3拋世代  |      | 1        | 戀爱       |
| 3拋世代  | 2    | 婚姻     |            |
| 3拋世代  | 3    | 生育     |            |
| 5拋世代  |      | 4        | 正職       |
| 5拋世代  | 5    | 自己的家 |            |
| 7拋世代  |      | 6        | 人際关系   |
| 7拋世代  | 7    | 梦想     |            |
| 10拋世代 |      | 8        | 健康       |
| 10拋世代 | 9    | 外貌     |            |
| 10拋世代 | 10   | 人生     |            |
| N拋世代  |      | N        | 性命       |
| 全拋世代 |      | N        | 性命       |

## 另見
- 悟世代[5]
- 地獄朝鮮：韓國的网络俚语，以自嘲在韩国社会生活的困难
- 躺平：2021年開始於中华人民共和国流行的网络俚语

## 脚注
1. ↑  빚지기 전에 알았더라면 좋았을 것들
2. ↑  20~30대 10명중 4명 "나는 삼포세대" （页面存档备份，存于）アジアエコノミー 2012年2月1日
3. ↑  , OECD, 2021-07, doi:10.1787/5a700c4b-en
4. 1 2  夢も仕事も恋愛も手が届かない 韓国「7放世代」の絶望 （页面存档备份，存于） Yahoo!ニュース 2016年1月8日
5. ↑  황민수. . 상원. 2011. ISBN 978-89-960618-4-7.